# 奇斯泰尔纳-达斯蒂
奇斯泰尔纳-达斯蒂（義大利語：Cisterna d'Asti），是意大利阿斯蒂省的一个市镇。总面积10.65平方公里，人口1319人，人口密度123.8人/平方公里（2009年）。ISTAT代码为005040。